# Go Let It Out
Singles de Oasis
Don't Go Away
(1998) Where Did It All Go Wrong?
(2000)
Pistes de Standing on the Shoulder of Giants
Fuckin' in the Bushes Who Feels Love?
Go Let It Out est une chanson du groupe de rock anglais Oasis, parue en 2000 sur leur quatrième album studio Standing on the Shoulder of Giants et en tant que premier single de l'album. Ce titre a été le 36e single de l'année 2000 à s'être le mieux vendu.
Les paroles, résolument anti-royalistes, conseillent à l'auditeur de profiter de la vie, reprenant ainsi un thème apparu dans leur ancien tube Roll With It. Bien que le refrain semble avoir été copié directement sur la première partie du poème A Bag of Tools de R. L. Sharpe, le titre pourrait tirer son origine d'un passage de Hey Jude des Beatles ; "so let it out and let it in", Noel décrivant son morceau comme "le plus proche sonoriquement d'un titre moderne des Beatles" dans le DVD de la compilation Stop the Clocks.
Il a également noté dans une interview que "Go Let It Out était la tête et les épaules de n'importe quelle autre chanson qu'il avait composée à cette époque et qu'il la plaçait au sommet des meilleures choses qu'il avait faites".

## Pistes
- CD

1. Go Let It Out - 4:41
2. Let's All Make Believe - 3:53
3. (As Long As They've Got) Cigarettes In Hell - 4:21

- 7" vinyle

1. Go Let It Out - 4:41
2. Let's All Make Believe - 3:53

- 12" vinyle

1. Go Let It Out - 4:41
2. Let's All Make Believe - 3:53
3. (As Long As They've Got) Cigarettes In Hell - 4:21

- Cassette

1. Go Let It Out - 4:41
2. Let's All Make Believe - 3:53

- CD édition japonaise

1. Go Let It Out
2. (As Long As They've Got) Cigarettes In Hell
3. Helter Skelter (Lennon/McCartney) live

- Ce fut le premier "produit" du groupe à être mis en vente sous le label Big Brother Recordings, et également leur premier single à ne comporter que 2 "faces-B", du fait des nouvelles réglementations concernant la longueur des singles britanniques.